# 이요미요시역
이요미요시역(일본어: 伊予三芳駅 이요미요시에키[*])은 일본 에히메현 사이조시에 있는 시코쿠 여객철도의 요산선의 역이다. 역 번호는 Y37이며, 1번선이 상·하행 부본선, 2번선이 상·하행 본선으로 교행하는 형식으로 된 승강장 구조를 지닌 지상역이다.

## 역 주변
- 사이조 시 도요 종합지소 미요시 출장소

## 역사
- 1923년 10월 1일 : 개업.
- 1987년 4월 1일 : 민영화에 의해. 시코쿠 여객철도로 이관.
- 2006년 12월 15일 : 오후 2시 10분경, 85세 무직의 남성이 운전하는 승용차가 역사로 충돌하는 사고가 일어나, 맞이방 부분을 파괴했다. 맞이방에 있던 이용객 2명은 상처는 없음.

## 인접 정차역
| 시코쿠 여객철도 요산선    | 시코쿠 여객철도 요산선 | 시코쿠 여객철도 요산선          |
| ------------------------- | ---------------------- | ------------------------------- |
| Y 36 뉴가와 다카마쓰 방면 | 요산 선                | 이요사쿠라이 Y 38 마쓰야마 방면 |